# 521. peruť RAF
521. peruť (anglicky No. 521 Squadron) byla peruť Royal Air Force, která za druhé světové války plnila ze základen v Norfolku úkoly meteorologického průzkumu.

## Historie

### První zformování
Historie peruti počíná 4. února 1941 se vznikem 401. (meteorologické) letky (anglicky No. 401 (Meteorological) Flight) Bomber Command. Po převedení všech meteorologických letek do podřízenosti Coastal Command, stala se z ní 1401. (meteorologická) letka (No. 1401 (Meteorological) Flight). Ta byla 1. srpna 1942 na základně RAF Bircham Newton sloučena s 1403. meteorologickou letkou do 521.(meteorologické) peruti, která se podílela na meteorologických průzkumných operacích Coastal Command. Po 1401. letce získala stroje Gloster Gladiator a Hawker Hurricane, a po 1403. letce typy Bristol Blenheim a Lockheed Hudson. Později peruť obdržela i letouny  Supermarine Spitfire a de Havilland Mosquito. Operace původních letek a později peruti spočívaly v získávání meteorologických informací pro předpověď počasí – předtím Met Office poskytované loděmi obchodního loďstva. Letouny získávaly údaje o teplotě a vlhkosti vzduchu ve vymezených oblastech Severního moře ve výšce 40 000 stop (~ 12 000 m) a níže. Mosquita peruti podnikala lety „PAMPA“ do hloubky území okupované Evropy aby posoudila počasí nad cílovými oblastmi pro připravované nálety bombardérů. 31. března 1943 byla peruť na základně Bircham Newton rozdělena na samostatné letky č. 1401 a 1409.

### Reaktivace
Peruť byla obnovena 1. září 1943 na letišti RAF Docking, satelitním letišti základny Bircham Newton, a do její výzbroje přibyly stroje Handley Page Hampden, ale nadále již neužívala Mosquita a Blenheimy. V prosinci 1943 peruť získala Lockheedy Ventura, které nahradily Hudsony. V srpnu 1944 získala dodatečné Hawkery Hurricane, které doplnily stárnoucí Gladiatory, které byly stále ve stavu útvaru. V září 1944 se k jednotce vrátily Hudsony, neboť Ventury byly potřeba jinde. V říjnu 1944 se peruť přesunula na RAF Langham, další satelit základny Bircham Newton. V prosinci peruť obdržela pro dálkové operace několik Boeingů Fortress, které byly po skončení války doplněny stroji Handley Page Halifax. V té době již peruť působila z letiště RAF Chivenor, kde byla také 1. dubna 1946 rozpuštěna.

## Užívaná letadla
| Od            | Do            | Letadlo               | Varianta     |
| ------------- | ------------- | --------------------- | ------------ |
| Srpen 1942    | Březen 1943   | Bristol Blenheim      | Mk.IV        |
| Srpen 1942    | Březen 1943   | de Havilland Mosquito | Mk.IV        |
| Srpen 1942    | Březen 1943   | Gloster Gladiator     | Mk.I a Mk.II |
| Srpen 1942    | Březen 1943   | Lockheed Hudson       | Mk.III       |
| Srpen 1942    | Březen 1943   | Supermarine Spitfire  | P.R.Mk.IV    |
| Září 1943     | Prosinec 1943 | Handley Page Hampden  | Mk.I         |
| Září 1943     | Leden 1944    | Lockheed Hudson       | Mk.III       |
| Září 1943     | Duben 1945    | Gloster Gladiator     | Mk.I a Mk.II |
| Září 1943     | Listopad 1945 | Supermarine Spitfire  | Mk.IX        |
| Prosinec 1943 | Říjen 1944    | Lockheed Ventura      | Mk.V         |
| Srpen 1944    | Únor 1946     | Hawker Hurricane      | Mk.IIC       |
| Září 1944     | Březen 1945   | Lockheed Hudson       | Mk.VI        |
| Prosinec 1944 | Únor 1946     | Boeing Fortress       | Mk.II        |
| Květen 1945   | Únor 1946     | Boeing Fortress       | Mk.III       |
| Prosinec 1945 | Duben 1946    | Handley Page Halifax  | Mk.VI        |

## Základny
| Od                | Do                | Základna                    | Poznámka                                  |
| ----------------- | ----------------- | --------------------------- | ----------------------------------------- |
| 1. srpna 1942     | 31. března 1943   | RAF Bircham Newton, Norfolk | Odřad na RAF Oakington, Cambridgeshire    |
| 1. září 1943      | 30. října 1944    | RAF Docking, Norfolk        | Odřad na RAF Skitten, Caithness, Skotsko  |
| 30. října 1944    | 3. listopadu 1945 | RAF Langham, Norfolk        | Odřad na RAF Brawdy, Pembrokeshire, Wales |
| 3. listopadu 1945 | 1. dubna 1946     | RAF Chivenor, Devon         |                                           |